# Cambrià
| ⇦ CAMBRIÀ ⇨ |              |                |             |                                                                        |
| Període     | Sèrie        | Estatge        | Edat (Ma)   | EGL                                                                    |
| Cambrià     | Furongià     | Desè estatge   | ~ 489,5     | Estratotip Global de Límit encara per definir                          |
| Cambrià     | Furongià     | Jiangshanià    | ~ 494       | Estratotip Global de Límit: Secció B de Duibian (Zhejiang, Xina)       |
| Cambrià     | Furongià     | Paibià         | ~ 497       | Estratotip Global de Límit: Secció de Paibi (Hunan, Xina)              |
| Cambrià     | Miaolingià   | Guzhanguià     | ~ 500,5     | Estratotip Global de Límit: Secció de Luoyixi (Hunan, Xina)            |
| Cambrià     | Miaolingià   | Drumià         | ~ 504,5     | Estratotip Global de Límit: Esquistos de Wheeler (Utah, Estats Units)  |
| Cambrià     | Miaolingià   | Wuliuà         | ~ 509       | Estratotip Global de Límit: Secció de Wuliu-Zengjiayan (Guizhou, Xina) |
| Cambrià     | Segona sèrie | Quart estatge  | ~ 514       | Estratotip Global de Límit encara per definir                          |
| Cambrià     | Segona sèrie | Tercer estatge | ~ 521       | Estratotip Global de Límit encara per definir                          |
| Cambrià     | Terranovià   | Segon estatge  | ~ 529       | Estratotip Global de Límit encara per definir                          |
| Cambrià     | Terranovià   | Fortunià       | 541,0 ± 1,0 | Estratotip Global de Límit: Secció de Fortune Head (Terranova, Canadà) |

|-
El Cambrià és el període geològic que començà fa 538,8 ± 0,2 milions d'anys i s'acabà fa 485,4 ± 1,9 milions d'anys. Es tracta del primer període de l'era del Paleozoic. El seu nom deriva de Cambria, el nom llatí de Gal·les, l'àrea tipus del període.
En un primer moment, el seu inici fou definit com el punt en el qual es troben els primers fòssils. Tanmateix, el descobriment de fòssils precambrians ha fet que avui en dia es relacioni el començament d'aquest període amb l'aparició dels primers fòssils de closca dura.
El Cambrià és el període més antic en les roques del qual hom troba nombrosos organismes multicel·lulars grossos i particularment fossilitzables, que són més complexos que les esponges de mar o els medusoides. Durant aquest període, uns cinquanta grans grups d'organismes (o embrancaments) aparegueren sobtadament, en molts casos sense tenir precursors evidents. Aquesta aparició d'embrancaments animals s'anomena «explosió cambriana».

## Etimologia
Cambria o Cumbria és la forma llatinitzada de «Cymru», el nom nadiu de Gal·les. Adam Sedgwick, al final de la dècada del 1830, estudià una zona rica en roques cambrianes que aleshores pertanyia al nord de Gal·les, però que actualment pertany a Anglaterra, i en feu l'àrea tipus per al període que proposava. A mesura que la sèrie estratigràfica s'anava omplint, les parts més recents del Cambrià començaren a encavalcar-se amb les parts més antigues de la seqüència d'estrats del Silurià, que havia estat identificada per Roderick Murchison. El 1879, Charles Lapworth definí un període, l'Ordovicià, que incloïa els estrats encavalcats.

## Subdivisions
El període Cambrià segueix l'Ediacarià i és seguit per l'Ordovicià. El Cambrià ha estat dividit clàssicament en tres sèries:
- Cambrià inferior, també anomenat «Caerfai» o «Georgià» (obsolet).
- Cambrià mitjà, també anomenat «Davidià» o «Acadià» (obsolet).
- Cambrià superior, també anomenat «Merionethià» o «Potsdamià» (obsolet).

Tanmateix, avui en dia es divideix en quatre sèries i deu estatges (vegeu la taula més amunt).

### Datació
L'abast temporal del Cambrià ha estat definit entre fa 541 ± 1 milions d'anys i 485,4 ± 1,9 milions d'anys. El límit inferior del Cambrià ha estat situat tradicionalment en la primera aparició dels trilobits i els animals primitius formadors de coralls coneguts com a arqueociats. El final del període ha estat situat eventualment en un canvi en la fauna de gran importància ara identificat com un episodi d'extinció massiva. Els descobriments de fòssils i la datació radioactiva en l'últim quart del segle xx han qüestionat aquestes dates. Tanmateix, les inconsistències de dates (de fins a 20 milions d'anys) són comunes entre diferents autors. La Subcomissió Internacional d'Estratigrafia Global proposà l'any 2002 unes dates de fa entre 545 i 490 milions d'anys.
Una datació radiomètrica de Nova Brunswick situa el final del primer estatge del Cambrià al voltant de fa 511 milions d'anys. Això deixa 21 milions d'anys a repartir entre els altres dos períodes del Cambrià.
Recentment, s'ha proposat una data més exacta (fa 542 milions d'anys, +/- 300.000 anys) per a l'episodi d'extinció massiva al principi del Cambrià. Aquesta proposta es basaria en una caiguda notable en l'abundància del carboni 13 al límit del Cambrià, una «punxa inversa» que en paleontologia s'anomena «excursió». El fet que sigui molt comuna pot fer que sigui un bon indicador de la posició del límit Precambrià-Cambrià en seqüències estratigràfiques de més o menys aquesta edat. Un dels llocs on aquesta excursió de carboni 13 ben definida es presenta és a Oman. Alguns autors (Amthor (2003)) sostenen que l'evidència d'Oman indica que l'excursió de l'isòtop de carboni està relacionada amb una extinció massiva: la desaparició de fòssils característics del Precambrià coincidiria exactament amb l'anomalia del carboni 13. En la seqüència d'Oman, també hi coincideix un horitzó de cendra volcànica els zirconis de la qual mostren una edat molt precisa de 542 milions d'anys (+/- 300.000 anys) (calculat a partir de la vida mitjana de l'urani). Aquesta nova i precisa data contrasta amb les dates menys precises obtingudes amb l'anomalia del carboni 13, derivades de seqüències a Sibèria i Namíbia. Hi ha la possibilitat que aquesta data pugui ser la més acceptada en el futur com l'edat definitiva del principi de l'eó Fanerozoic i, per tant, del començament del Paleozoic i el període Cambrià, tot i que de moment no ha estat acceptada internacionalment.
|               | Sèries internacionals | Estatges internacionals    | Xinesos     | Australians       | Russos-Kazakhs       | Nord Americans              | Europeus                 |
| ------------- | --------------------- | -------------------------- | ----------- | ----------------- | -------------------- | --------------------------- | ------------------------ |
| C a m b r i à | Furongià              | Desè estatge del Cambrià   | Niucheheà   | Datsonià          | Batyrbaià            | Skullrockià / Ibexià (part) | Merionethià              |
| C a m b r i à | Furongià              | Desè estatge del Cambrià   | Niucheheà   | Payntonià         | Batyrbaià            | Sunwaptà / Trempealeauà     | Merionethià              |
| C a m b r i à | Furongià              | Jiangshanià                | Jiangshanià | Iverià            | Aksaià               | Sunwaptà / Trempealeauà     | Merionethià              |
| C a m b r i à | Furongià              | Jiangshanià                | Jiangshanià | Iverià            | Sakià                | Sunwaptà / Trempealeauà     | Merionethià              |
| C a m b r i à | Furongià              | Paibià                     | Paibià      | Idameà            | Steptoeà / Franconià |                             | Merionethià              |
| C a m b r i à | Miaolingià            | Guzhangià                  | Guzhangià   | Mindyallà         | Ayusokkanià          | Marjumà / Dresbachià        | Merionethià              |
| C a m b r i à | Miaolingià            | Guzhangià                  | Guzhangià   | Boomerangià       | Mayà                 | Marjumà / Dresbachià        | Acadià / St. David's     |
| C a m b r i à | Miaolingià            | Drumià                     | Wangcunià   | Undillià          | Mayà                 | Marjumà / Dresbachià        | Acadià / St. David's     |
| C a m b r i à | Miaolingià            | Drumià                     | Wangcunià   | Florià            | Mayà                 | Marjumà / Dresbachià        | Acadià / St. David's     |
| C a m b r i à | Miaolingià            | Wuliuà                     | Wuliuà      | Templetonià       | Amgà / Amgaià        | Topazà                      | Acadià / St. David's     |
| C a m b r i à | Miaolingià            | Wuliuà                     | Wuliuà      | Ordià             | Amgà / Amgaià        | Delmarà                     | Acadià / St. David's     |
| C a m b r i à | Cambrià Sèrie 2       | Quart estatge del Cambrià  | Duyunià     | Ordià             | Amgà / Amgaià        | Delmarà                     | Branchià / Comley (part) |
| C a m b r i à | Cambrià Sèrie 2       | Quart estatge del Cambrià  | Duyunià     | Ordià             | Toyonià              | Delmarà                     | Branchià / Comley (part) |
| C a m b r i à | Cambrià Sèrie 2       | Quart estatge del Cambrià  | Duyunià     | Dyerà             |                      |                             | Branchià / Comley (part) |
| C a m b r i à | Cambrià Sèrie 2       | Quart estatge del Cambrià  | Duyunià     | Botomià           |                      |                             | Branchià / Comley (part) |
| C a m b r i à | Cambrià Sèrie 2       | Tercer estatge del Cambrià | Nangaoà     |                   |                      |                             | Branchià / Comley (part) |
| C a m b r i à | Cambrià Sèrie 2       | Tercer estatge del Cambrià | Nangaoà     | Atdabanià         | Montezumà            |                             | Branchià / Comley (part) |
| C a m b r i à | Cambrià Sèrie 2       | Tercer estatge del Cambrià | Nangaoà     | Atdabanià         | Montezumà            | Placentià / Comley (part)   |                          |
| C a m b r i à | Terranovià            | Segon estatge del Cambrià  | Meishucunià | Tommotià*         | Begadeà              |                             |                          |
| C a m b r i à | Terranovià            | Segon estatge del Cambrià  | Jinningià   | Nemakit-Daldynià* | Begadeà              |                             |                          |
| C a m b r i à | Terranovià            | Fortunià                   | Jinningià   | Nemakit-Daldynià* | Begadeà              |                             |                          |
| Ediacarià     | Ediacarià             |                            | Sinià       | Adelaideà         | Sakharà / Vendià     | Hadrynià                    |                          |

* La majoria dels paleontòlegs russos defineixen el límit inferior del Cambrià a la base de l'estatge Tommotià, caracteritzat per la diversificació i distribució global d'organismes amb esquelets minerals i l'aparició dels primers bioherms Arqueociats.

## Paleogeografia
Hom pensa que els continents cambrians eren el resultat de la fragmentació del supercontinent neoproterozoic de Rodínia. Les aigües del període Cambrià semblen haver cobert molta superfície i haver estat someres. També es pensa que els climes cambrians eren significativament més càlids que els de temps anteriors que havien experimentat èpoques glacials en la glaciació Varanger. La deriva continental durant el Cambrià podria haver estat anormalment ràpida. Hi ha paleomapes que reconstrueixen la posició i els moviments dels continents durant el Cambrià (vegeu Enllaços externs).

## Fauna
A part d'algunes formes d'interpretació dubtosa (poden representar animals o no), tots els embrancaments moderns d'animals, excepte els briozous, semblen tenir representants en el Cambrià, i molts d'aquests excepte les esponges semblen haver-se originat just abans o just després del començament d'aquest període. Molts embrancaments extints i animals estranys que tenen relacions poc clares amb altres animals també apareixen en el Cambrià. L'aparent aparició "sobtada" de moltes faunes diverses sobre un període de només unes quantes desenes de milions d'anys rep el nom d'«explosió cambriana».
Les localitzacions més ben estudiades on s'han trobat parts toves fossilitzades d'organismes són els Esquists de Burgess (Burgess Shale) a la Colúmbia Britànica. Representen estrats del Cambrià mitjà i donen una gran informació sobre la diversitat animal primitiva. Faunes similars també s'han trobat en alguns altres llocs -més notablement en pissarres del Cambrià inferior a la província de Yunnan, a la Xina (vegeu Esquists de Maotianshan). S'ha identificat un bon nombre de faunes precambrianes ediacarianes durant els últims 50 anys, però llurs relacions amb les formes cambrianes no són clares.

### Esdeveniments clau
En ordre cronològic:
- Aparició de Treptichnus pedum
- Primers halkièrids, mol·luscs, hiòlits i FPC
- Diversificació de la FPC, primers braquiòpodes i arqueociats
- Primers trilobits
- Organismes de Sirius Passet
- Organismes de Chengjiang
- Esquists d'Emu Bay
- Extinció dels arqueociats
- Organismes de Kaili
- Esquists de Burgess
- Fauna d'Orsten
- Possible primer vertebrat, Myllokunmingia fengjiaoa[8]